# Werner Beumelburg

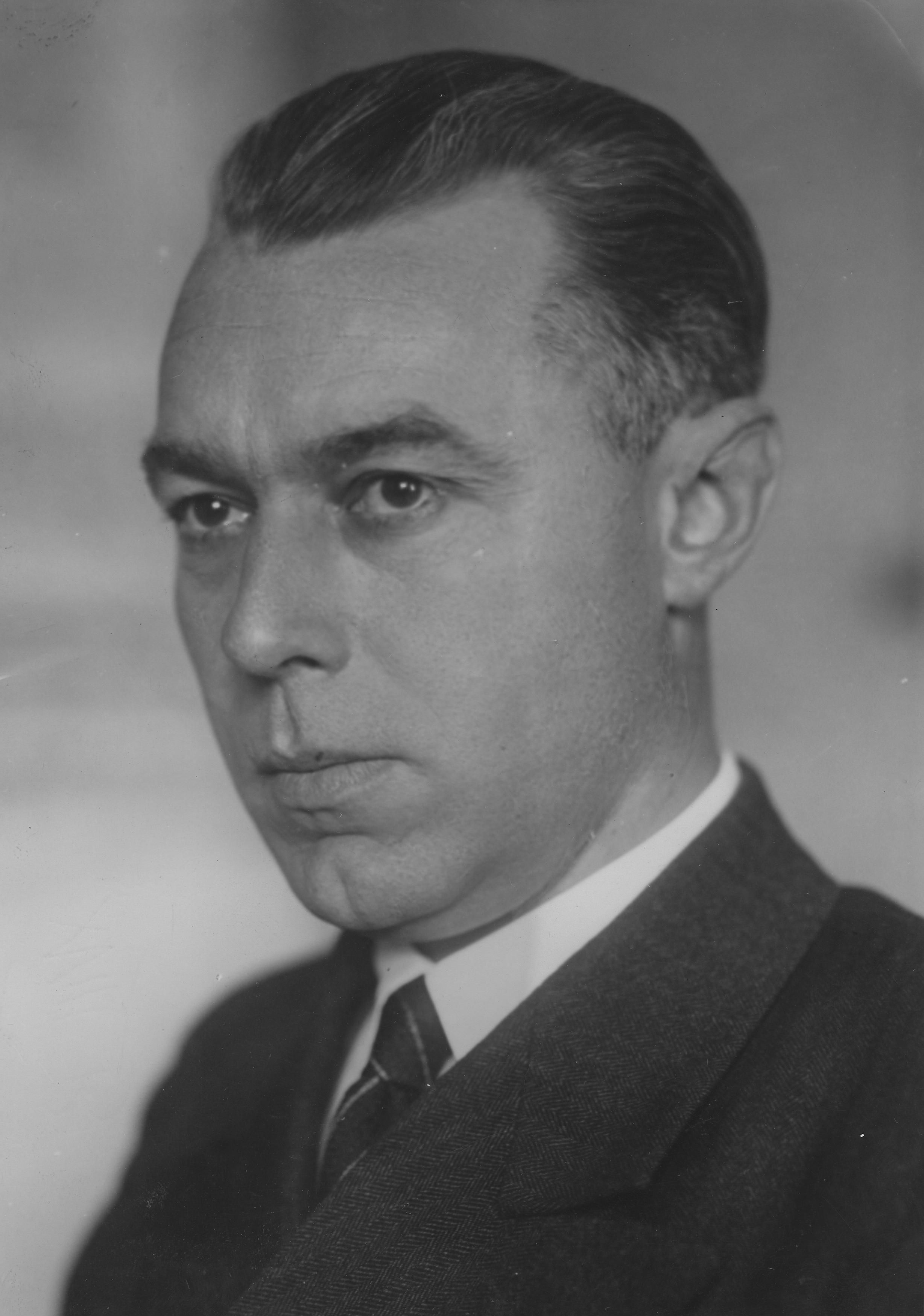
Werner Beumelburg (1944)

Werner Beumelburg (* 19. Februar 1899 in Traben-Trarbach; † 9. März 1963 in Würzburg) war ein deutscher Schriftsteller. Er gehörte zu den bekanntesten Autoren der Spätphase der Weimarer Republik und der NS-Zeit.

## Leben

### Bis 1933
Werner Beumelburg wurde 1899 als Sohn des Superintendenten Eduard Beumelburg und seiner Frau Marie Waldeyer geboren. Er war ein Bruder von Walther Beumelburg (1894–1944), dem späteren Intendanten des Reichssenders Berlin. Werner Beumelburg besuchte die Schule in Traben-Trarbach und machte 1916 das Notabitur. Am Ersten Weltkrieg nahm er zunächst als Fahnenjunker eines Pionierbataillons teil, 1917 wurde er Offizier. Er war Teilnehmer der Schlacht um Verdun und erhielt das Eiserne Kreuz II. und I. Klasse.

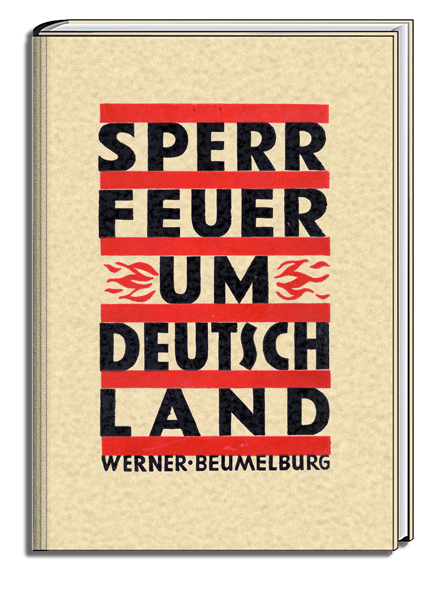
(1929)

(1930)

Nach Kriegsende studierte Beumelburg in Köln Geschichte und Staatswissenschaften. Ab 1921 war er als Schriftleiter der Deutschen Soldatenzeitung tätig, die vom Reichswehrministerium in Berlin herausgegeben wurde. Später war er politischer Schriftleiter der Deutschen Allgemeinen Zeitung und wechselte 1924 zu den Düsseldorfer Nachrichten.
Thema seines ersten Buchs Die gestohlene Lüge (1921) war eine Widerlegung der deutschen Kriegsschuld am Ersten Weltkrieg und Ausdruck der Erwartung eines starken „Führers“ im Gewand eines Science-Fiction-Romans. In den folgenden Jahren wurde er durch „die eigenwillige Darstellung deutscher Kriegsgeschichte bekannt“.
Für die im Auftrag des Reichsarchivs herausgegebenen Reihe Die Schlachten des Weltkriegs verfasste er zwischen 1923 und 1928 vier Kriegsbücher, die eine Mischung aus Dokumentation und fiktiver Handlung waren. Nach der positiven Resonanz wagte er 1926 den Sprung zum freien Schriftstellerberuf.
Beumelburg stand in Radikalopposition zur Weimarer Republik. Seine nächsten Bücher waren Sperrfeuer um Deutschland (1929), eine literarisch-historische Abhandlung des Ersten Weltkrieges, und Gruppe Bosemüller (1930), der bekannteste und heute am häufigsten wissenschaftlich untersuchte deutsch-nationale Frontroman. Beide Werke hatte er aus nationalistischer, zutiefst antidemokratischer Sicht verfasst. Er propagierte darin die „Schützengrabengemeinschaft“ und einen zukünftigen „Frontsoldatenstaat“. Die gut lesbaren und in einem sachlich-nüchternen Ton verfassten Werke machten Beumelburg zum Bestsellerautor. In seiner Propagandaschrift Deutschland in Ketten (1931) denunzierte er schließlich die Republik als „Sklavenstaat“.

### Karriere im Nationalsozialismus
Beumelburgs eigentliche Karriere begann mit der Machtergreifung 1933. Hatte er Adolf Hitler früher durchaus kritisch betrachtet, so akzeptierte er ihn jetzt als Erben Bismarcks und Einiger des Reiches und feierte ihn in seiner Hymne Deutschland erwacht. Deutsches Wort, deutscher Geist, deutsche Tat (1933): „Gott ist sichtbar mit ihm“ (S. 56). Im Oktober 1933 gehörte er zu den 88 Schriftstellern, die das Gelöbnis treuester Gefolgschaft für Adolf Hitler unterschrieben. Nach der "Säuberung" der Preußischen Akademie der Künste von jüdischen Mitgliedern nahm er gemeinsam mit anderen deren Plätze ein und wurde dort „Schriftführer“ (Geschäftsführer). Nach dem Tod des Reichspräsidenten Hindenburg gehörte er im August 1934 zu den Unterzeichnern des Aufrufs der Kulturschaffenden, am Vorabend der Volksabstimmung über das Staatsoberhaupt des Deutschen Reichs. 1936 erhielt Beumelburg den Großen Literaturpreis der Reichshauptstadt Berlin, ein Jahr später den Kunstpreis des Westmarkgaues.
Als repräsentativer Autor des neuen Staates feierte er den Nationalsozialismus als Auferstehung der Masse im Geist des Weltkriegssoldatentums,
schrieb über den Reichsarbeitsdienst, den Anschluss Österreichs und den Einsatz der Legion Condor im Spanischen Bürgerkrieg. Neu war dabei ein bis dahin bei Beumelburg nicht zu findender Antisemitismus.
Ab 1942 führte er als Luftwaffenoffizier das Kriegstagebuch für Hermann Göring. Im Laufe des Zweiten Weltkrieges soll er sich vom NS-Regime distanziert haben. Belegt ist allerdings nur, dass Beumelburg ein 1944 von der Reichsschrifttumskammer initiiertes Treuegelöbnis zum Führer boykottierte. In der gleichen Zeit soll er jungen Soldaten empfohlen haben, „einen Einsatzort im Westen anzustreben und im Fall der Feindberührung die Gefangennahme zu suchen“.
Der Literaturwissenschaftler Stefan Busch merkt in seiner Untersuchung über Beumelburg einschränkend an: „Diese Distanzierung verringerte sich aufgrund der ja nicht selten anzutreffenden Mischung aus ideologischen Affinitäten, Attraktion durch Erfolg und Opportunismus auf ein nicht mehr nachweisbares Minimum.“
Kurz vor Kriegsende wurde Beumelburg noch Leiter einer Kriegsschule der Luftwaffe. Nachdem diese sich schließlich von der Tschechoslowakei nach Bayern abgesetzt hatte, geriet er in amerikanische Kriegsgefangenschaft.

### Nachkriegszeit
Nach dem Krieg hatte Beumelburg Verbindungen zu General George S. Patton. Nach kurzer Inhaftierung im Internierungslager Dachau wurde er freigelassen und lebte zunächst in Faistenhaar bei München, wo er bei einem Bauern arbeitete und auch wohnte. Einem Entnazifizierungsverfahren musste er sich nicht unterziehen. Als seine Wohnstube gebraucht wurde, zog Beumelburg auf Einladung von Freunden auf die „Neue Welt“ nach Würzburg, einen Gutshof und Künstlertreff der Malerin Gertraud Rostosky.
In der Sowjetischen Besatzungszone sowie später in der Deutschen Demokratischen Republik wurden viele seiner Bücher auf die Liste der auszusondernden Literatur gesetzt.
Seine ersten neuen Bücher, in renommierten Verlagen erschienen, waren wieder erfolgreich. Der Spiegel beklagte aber Beumelburgs „Nachkriegsflucht in den historischen Roman.“ 1952 erschien Jahre ohne Gnade, seine „Chronik“ des Zweiten Weltkrieges. Im Vorwort des Buches kündigte er an, „keiner Frage aus dem Weg zu gehen, die um der geschichtlichen Wahrheit willen behandelt werden muss“, und schilderte dann ausführlich den Terror und die Massenmorde der Nazis. Dennoch blieb er politisch weiter diskreditiert, auch weil er weiterhin an den 1934 von Hans Grimm gegründeten Lippoldsberger Dichtertagen teilnahm.
In einem Interview am 7. Februar 1955 schilderte Beumelburg seine aktuelle schriftstellerische Arbeit:

„Auf der Neuen Welt entstand mein letztes Buch Jahre ohne Gnade, eine Darstellung des Zweiten Weltkrieges, erschienen bei Stalling, Oldenburg.
Die Ruhe und Abgeschiedenheit bekommt meiner Arbeit ausgezeichnet. Gegenwärtig schreibe ich an einem Roman Die Elbe fließt mitten durch Deutschland. Im Stil des Simplizissismus wird hier ein Schicksal diesseits des Eisernen Vorhangs geschildert; es handelt sich um den Versuch, die Einheit Deutschlands nicht im politischen, sondern im moralischen Sinn zu fördern.“

Jahre ohne Gnade wurde vom Publikum nicht angenommen, auch die Verkaufszahlen seiner anderen Werke sanken rapide. Seine Nachkriegskarriere war damit bereits in den 1950er Jahren beendet. Von den großen Verlagen jetzt aus Opportunitätsgründen zurückgewiesen, veröffentlichte er in dubiosen rechtsgerichteten Kleinverlagen noch zwei Romane, die als konventionelle Unterhaltungsware ohne größere Resonanz blieben. Nach 1958 erschienen keine neuen Auflagen seiner Bücher mehr, er war „ins geistige und literarische Niemandsland geraten.“ Seine Bücher fanden sich aber noch lange in den Soldatenbüchereien der Bundeswehr. Beumelburg ertrug den schwindenden Erfolg und seine zunehmende Abseitsstellung auf der Neuen Welt in Würzburg. Seine dortige Anwesenheit wurde als unaufdringlich, freundlich und von distinguierter Bestimmtheit charakterisiert.
1962 schrieb der Stern einen „Deutschen Erzählerpreis“ aus, für den sich Beumelburg anonym bewarb. Im Oktober 1963 erhielt er einen der 17 Förderpreise zugesprochen. Da war Beumelburg schon seit Monaten tot; am 9. März 1963 hatte er auf der Neuen Welt Suizid begangen. Er wurde in seiner Heimatstadt Traben-Trarbach beigesetzt.

## Auszeichnungen und Ehrungen
- 1936 Literaturpreis der Reichshauptstadt Berlin
- 1937 Kunstpreis der Deutschen Westmark
- 1963 Förderpreis des Erzählerpreises der Zeitschrift Stern für König Nobels letzte Reise[13]
- Ehrenbürger der Stadt Traben-Trarbach[14]

## Werke
- Douaumont (1923)
- Ypern 1914 (1925)
- Loretto (1927)
- Flandern 1917 (1928)
- Die stählernen Jahre (1929)
- Sperrfeuer um Deutschland (1929)

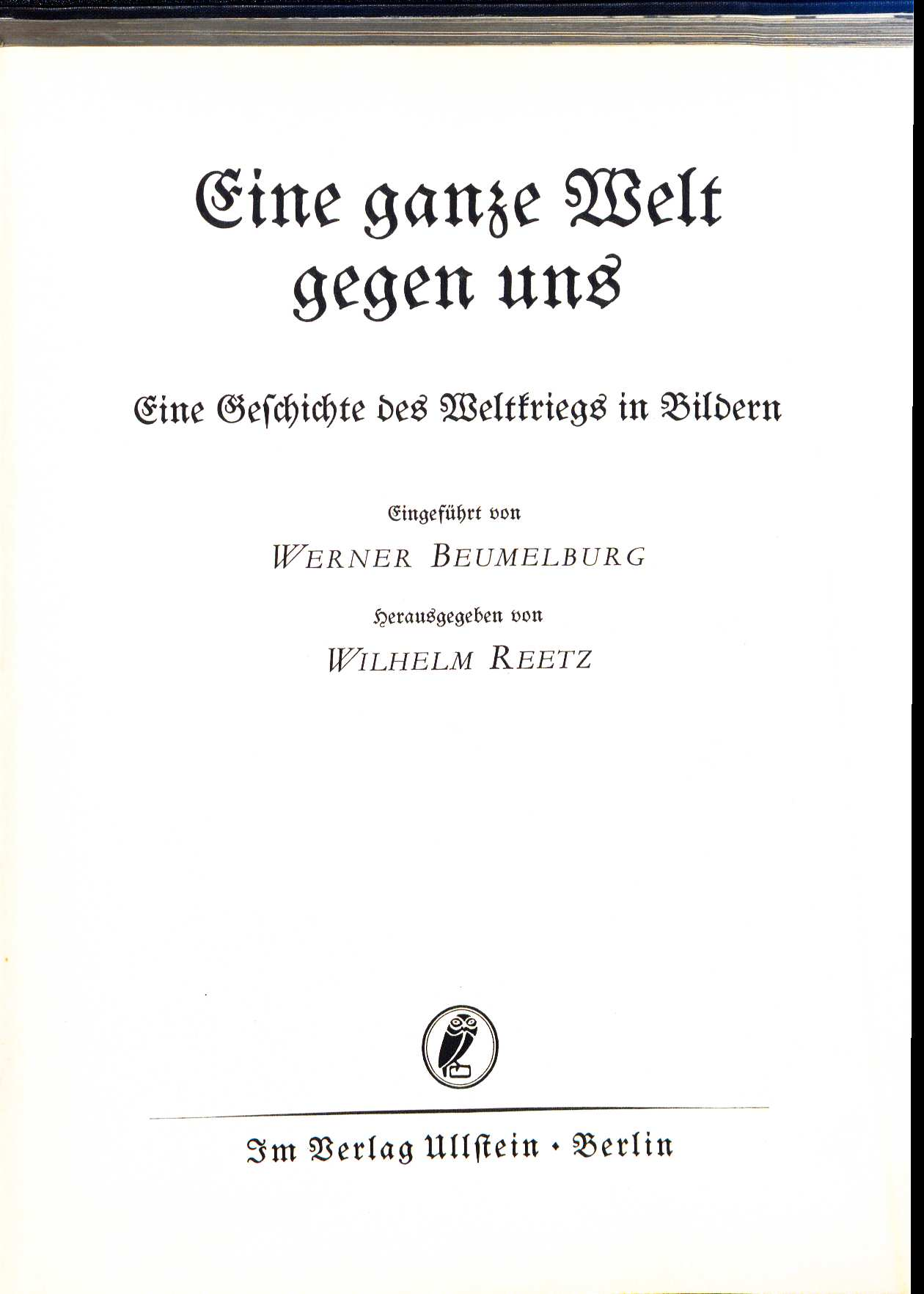
Eine ganze Welt gegen uns (1934)

- Die Gruppe Bosemüller (Der große Roman der Frontsoldaten) (1930)
- Der Strom (1930)
- Der Kuckuck und die zwölf Apostel, Roman (1931)
- Deutschland in Ketten, Von Versailles bis zum Young-Plan (1931)
- Bismarck gründet das Reich (1932)
- Das jugendliche Reich. Reden und Aufsätze zur Zeitwende (1933)
- Friedrich II. von Hohenstaufen (1934)
- Wilhelm Reetz (Hrsg.), Werner Beumelburg: Eine ganze Welt gegen uns. Eine Geschichte des Weltkriegs in Bildern. Berlin : Ullstein, 1934
- Preußische Novelle (1935)
- Kaiser und Herzog. Kampf zweier Geschlechter um Deutschland (1936)
- Die Hengstwiese. Novelle (1937)
- Reich und Rom. Oldenburg (1937)
- Der König und die Kaiserin. Friedrich der Große und Maria Theresia. Gerhard Stalling Verlag (1938)
- Mont Royal. Ein Buch vom himmlischen und vom irdischen Reich (1938)[15]
- Österreich und das Reich der Deutschen: kurze Geschichte des Großdeutschen Reiches (1938)
- Kampf um Spanien (1939)
- Sieg im Osten. So schlugen wir die Russen 1914/17 (1939)
- Von 1914 bis 1939. Sinn und Erfüllung des Weltkriegs (1940)
- Geschichten vom Reich (1941)
- Reich und Rom (1943)
- Hundert Jahre sind wie ein Tag. Roman einer Familie. Stalling-Verlag, Oldenburg (1950)
- Nur Gast auf dunkler Erde (1951)
- Jahre ohne Gnade (1952)
- Das Kamel und das Nadelöhr (1957)
- … und einer blieb am Leben (1958)
- König Nobels letzte Reise (unveröffentlicht)